# Тагет

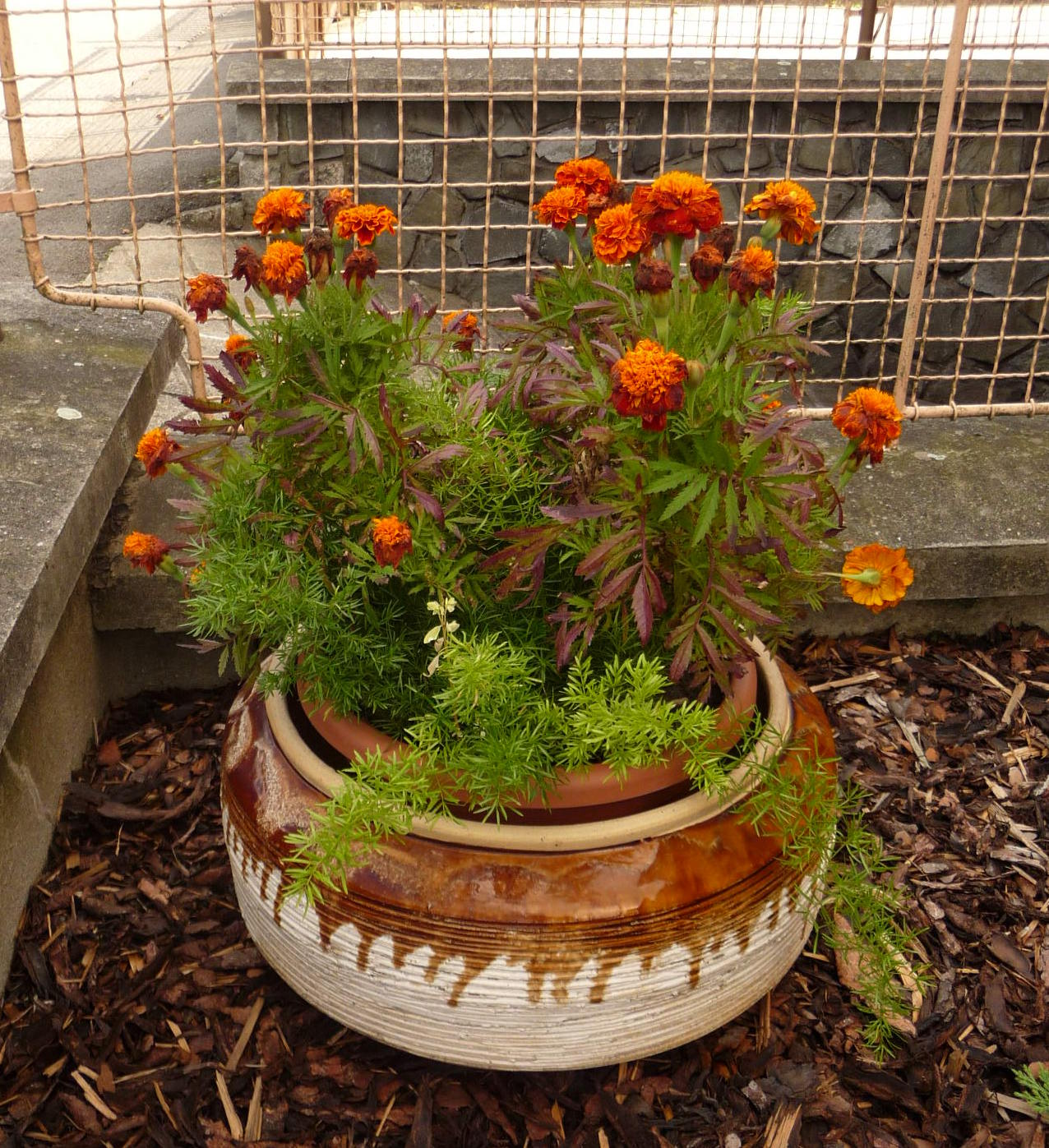
Тагет або Чорнобривці, названі на честь Тагета

Таге́т або Тагес (лат. Tages) — син Генія, внук Юпітера, що навчив етрусків мистецтва віщування. Він відомий ще в етрусків (сутність якого не досить зрозуміла)
Тагет з'явився в подобі хлопчика селянинові, який орав поле біля міста Тарквіній. На крик селянина збіглися люди, і Тагет навчив їх провіщати майбутнє на нутрощах тварин. Бо мав зовнішність хлопця, а розум — мудреця. Натовпу сподобались віщування божественного хлопця, і люди почали записувати їх. За переказами Овідія, це була грудка землі, що перетворилась на людську істоту і стала віщуном.
У Тагета був учень на ім'я Бакхес, котрий отримав від онука бога Юпітера ахерузийскі книги. Тархон старший занотував його релігійні настанови у віршованій формі. Згідно з цим віровченням, бог створив навколишній світ у шість етапів, кожний з яких дорівнював тисячу років. Залишок у 6000 років Бог призначив для існування людей. Це віровчення пізніше перейшло до римлян і було викладене у етруських книгах — Etrusci libri, Etrusca disciplina, про котрі згадував Цицерон у своєму творі «De divinatione».